# Alphabetische Liste der Asteroiden/G
| Alphabetische Liste der Asteroiden – G |                          |
| Nummer und Name                        | Gruppe / Typ             |
| (28890) Gabaldon                       | Hauptgürtel              |
| (21701) Gabemendoza                    | Hauptgürtel              |
| (180143) Gaberogers                    | Hauptgürtel              |
| (72071) Gábor                          | Hauptgürtel              |
| (8554) Gabreta                         | Hauptgürtel              |
| (7026) Gabrielasilang                  | Hauptgürtel              |
| (355) Gabriella                        | Hauptgürtel              |
| (33532) Gabriellacoli                  | Hauptgürtel              |
| (39854) Gabriopiola                    | Hauptgürtel              |
| (2206) Gabrova                         | Hauptgürtel              |
| (1665) Gaby                            | Hauptgürtel              |
| (218900) Gabybuchholz                  | Hauptgürtel              |
| (43971) Gabzdyl                        | Hauptgürtel              |
| (14071) Gadabird                       | Hauptgürtel              |
| (20539) Gadberry                       | Hauptgürtel              |
| (57140) Gaddi                          | Hauptgürtel              |
| (2638) Gadolin                         | Hauptgürtel              |
| (13551) Gadsden                        | Marsbahnkreuzer          |
| (1184) Gaea                            | Hauptgürtel              |
| (14224) Gaede                          | Hauptgürtel              |
| (132445) Gaertner                      | Hauptgürtel              |
| (25421) Gafaran                        | Hauptgürtel              |
| (3545) Gaffey                          | Hauptgürtel              |
| (1772) Gagarin                         | Hauptgürtel              |
| (20850) Gaglani                        | Hauptgürtel              |
| (135069) Gagnereau                     | Hauptgürtel              |
| (431436) Gahberg                       | Hauptgürtel              |
| (22378) Gaherty                        | Hauptgürtel              |
| (10997) Gahm                           | Hauptgürtel              |
| (10176) Gaiavettori                    | Hauptgürtel              |
| (8451) Gaidai                          | Hauptgürtel              |
| (1358) Gaika                           | Hauptgürtel              |
| (25368) Gailcolwell                    | Hauptgürtel              |
| (10424) Gaillard                       | Hauptgürtel              |
| (14092) Gaily                          | Hauptgürtel              |
| (9502) Gaimar                          | Hauptgürtel              |
| (8236) Gainsborough                    | Hauptgürtel              |
| (14600) Gainsbourg                     | Hauptgürtel              |
| (14789) GAISH                          | Hauptgürtel              |
| (7259) Gaithersburg                    | Hauptgürtel              |
| (1835) Gajdariya                       | Hauptgürtel              |
| (213636) Gajdoš                        | Hauptgürtel              |
| (3603) Gajdušek                        | Hauptgürtel              |
| (43605) Gakuho                         | Hauptgürtel              |
| (9786) Gakutensoku                     | Hauptgürtel              |
| (183403) Gal                           | Hauptgürtel              |
| (9018) Galache                         | Hauptgürtel              |
| (2082) Galahad                         | Hauptgürtel              |
| (132824) Galamb                        | Hauptgürtel              |
| (6241) Galante                         | Hauptgürtel              |
| (1250) Galanthus                       | Hauptgürtel              |
| (16809) Galápagos                      | Hauptgürtel              |
| (74) Galatea                           | Hauptgürtel              |
| (4089) Galbraith                       | Hauptgürtel              |
| (161962) Galchyn                       | Hauptgürtel              |
| (70728) Gal-Edd                        | Hauptgürtel              |
| (13914) Galegant                       | Hauptgürtel              |
| (427) Galene                           | Hauptgürtel              |
| (19009) Galenmaly                      | Hauptgürtel              |
| (20451) Galeotti                       | Hauptgürtel              |
| (22611) Galerkin                       | Hauptgürtel              |
| (28007) Galhassin                      | Hauptgürtel              |
| (11958) Galiani                        | Hauptgürtel              |
| (7413) Galibina                        | Hauptgürtel              |
| (697) Galilea                          | Hauptgürtel              |
| (3576) Galina                          | Hauptgürtel              |
| (17859) Galinaryabova                  | Hauptgürtel              |
| (32393) Galinato                       | Hauptgürtel              |
| (21448) Galindo                        | Hauptgürtel              |
| (4080) Galinskij                       | Hauptgürtel              |
| (3595) Gallagher                       | Hauptgürtel              |
| (6719) Gallaj                          | Hauptgürtel              |
| (17897) Gallardo                       | Hauptgürtel              |
| (2097) Galle                           | Hauptgürtel              |
| (148) Gallia                           | Hauptgürtel              |
| (121022) Galliano                      | Hauptgürtel              |
| (8764) Gallinago                       | Hauptgürtel              |
| (9130) Galois                          | Hauptgürtel              |
| (10184) Galvani                        | Hauptgürtel              |
| (1992) Galvarino                       | Hauptgürtel              |
| (2317) Galya                           | Hauptgürtel              |
| (21514) Gamalski                       | Hauptgürtel              |
| (379173) Gamaovalia                    | Hauptgürtel              |
| (13912) Gammelgarn                     | Hauptgürtel              |
| (8538) Gammelmaja                      | Hauptgürtel              |
| (8816) Gamow                           | Hauptgürtel              |
| (7509) Gamzatov                        | Hauptgürtel              |
| (28714) Gandall                        | Hauptgürtel              |
| (2415) Ganesa                          | Hauptgürtel              |
| (185535) Gangda                        | Hauptgürtel              |
| (17484) Ganghofer                      | Hauptgürtel              |
| (202784) Gangkeda                      | Hauptgürtel              |
| (22706) Ganguly                        | Hauptgürtel              |
| (2515) Gansu                           | Hauptgürtel              |
| (3330) Gantrisch                       | Hauptgürtel              |
| (1036) Ganymed                         | Amor-Typ                 |
| (115885) Ganz                          | Hauptgürtel              |
| (79419) Gaolu                          | Hauptgürtel              |
| (3704) Gaoshiqi                        | Hauptgürtel              |
| (204710) Gaoxing                       | Hauptgürtel              |
| (38980) Gaoyaojie                      | Hauptgürtel              |
| (25542) Garabedian                     | Hauptgürtel              |
| (27287) Garbarino                      | Hauptgürtel              |
| (3076) Garber                          | Hauptgürtel              |
| (365159) Garching                      | Hauptgürtel              |
| (4442) Garcia                          | Hauptgürtel              |
| (30209) Garciaarriola                  | Hauptgürtel              |
| (212991) Garcíalorca                   | Hauptgürtel              |
| (6380) Gardel                          | Hauptgürtel              |
| (255587) Gardenia                      | Hauptgürtel              |
| (2587) Gardner                         | Hauptgürtel              |
| (13033) Gardon                         | Hauptgürtel              |
| (147421) Gárdonyi                      | Hauptgürtel              |
| (10257) Garecynthia                    | Hauptgürtel              |
| (31862) Garfinkle                      | Hauptgürtel              |
| (4317) Garibaldi                       | Hauptgürtel              |
| (21057) Garikisraelian                 | Hauptgürtel              |
| (28715) Garimella                      | Hauptgürtel              |
| (1435) Garlena                         | Hauptgürtel              |
| (31139) Garnavich                      | Hauptgürtel              |
| (14094) Garneau                        | Hauptgürtel              |
| (78394) Garossino                      | Hauptgürtel              |
| (5066) Garradd                         | Marsbahnkreuzer          |
| (28475) Garrett                        | Hauptgürtel              |
| (21990) Garretyazzie                   | Hauptgürtel              |
| (211381) Garretzuppiger                | Hauptgürtel              |
| (19533) Garrison                       | Hauptgürtel              |
| (16997) Garrone                        | Hauptgürtel              |
| (9594) Garstang                        | Hauptgürtel              |
| (2307) Garuda                          | Hauptgürtel              |
| (180) Garumna                          | Hauptgürtel              |
| (4735) Gary                            | Hauptgürtel              |
| (121132) Garydavis                     | Hauptgürtel              |
| (7273) Garyhuss                        | Hauptgürtel              |
| (33215) Garyjones                      | Hauptgürtel              |
| (54693) Garymyers                      | Hauptgürtel              |
| (20573) Garynadler                     | Hauptgürtel              |
| (26541) Garyross                       | Hauptgürtel              |
| (51569) Garywessen                     | Hauptgürtel              |
| (479553) Garyzema                      | Hauptgürtel              |
| (12001) Gasbarini                      | Hauptgürtel              |
| (85015) Gaskell                        | Hauptgürtel              |
| (16073) Gaskin                         | Hauptgürtel              |
| (54863) Gasnault                       | Hauptgürtel              |
| (16973) Gaspari                        | Hauptgürtel              |
| (951) Gaspra                           | Hauptgürtel              |
| (12185) Gasprinskij                    | Hauptgürtel              |
| (8937) Gassan                          | Hauptgürtel              |
| (7179) Gassendi                        | Hauptgürtel              |
| (25552) Gaster                         | Hauptgürtel              |
| (133726) Gateswest                     | Hauptgürtel              |
| (8153) Gattacceca                      | Hauptgürtel              |
| (10185) Gaudi                          | Hauptgürtel              |
| (8061) Gaudium                         | Hauptgürtel              |
| (10136) Gauguin                        | Hauptgürtel              |
| (6478) Gault                           | Hauptgürtel              |
| (1001) Gaussia                         | Hauptgürtel              |
| (28488) Gautam                         | Hauptgürtel              |
| (5444) Gautier                         | Hauptgürtel              |
| (21515) Gavini                         | Hauptgürtel              |
| (2504) Gaviola                         | Hauptgürtel              |
| (22405) Gavioliremo                    | Hauptgürtel              |
| (7369) Gavrilin                        | Marsbahnkreuzer          |
| (4658) Gavrilov                        | Hauptgürtel              |
| (2054) Gawain                          | Hauptgürtel              |
| (22527) Gawlik                         | Hauptgürtel              |
| (31896) Gaydarov                       | Hauptgürtel              |
| (22120) Gaylefarrar                    | Hauptgürtel              |
| (11969) Gay-Lussac                     | Hauptgürtel              |
| (9556) Gaywray                         | Hauptgürtel              |
| (2388) Gaze                            | Hauptgürtel              |
| (9298) Geake                           | Hauptgürtel              |
| (4012) Geballe                         | Hauptgürtel              |
| (210414) Gebartolomei                  | Hauptgürtel              |
| (26696) Gechenzhang                    | Hauptgürtel              |
| (764) Gedania                          | Hauptgürtel              |
| (26345) Gedankien                      | Hauptgürtel              |
| (12272) Geddylee                       | Hauptgürtel              |
| (353577) Gediminas                     | Hauptgürtel              |
| (13027) Geeraerts                      | Hauptgürtel              |
| (1267) Geertruida                      | Hauptgürtel              |
| (17855) Geffert                        | Hauptgürtel              |
| (1272) Gefion                          | Hauptgürtel              |
| (15389) Geflorsch                      | Hauptgürtel              |
| (1777) Gehrels                         | Hauptgürtel              |
| (5891) Gehrig                          | Hauptgürtel              |
| (31086) Gehringer                      | Hauptgürtel              |
| (4304) Geichenko                       | Hauptgürtel              |
| (14413) Geiger                         | Hauptgürtel              |
| (2571) Geisei                          | Hauptgürtel              |
| (1047) Geisha                          | Hauptgürtel              |
| (18032) Geiss                          | Hauptgürtel              |
| (4261) Gekko                           | Hauptgürtel              |
| (1199) Geldonia                        | Hauptgürtel              |
| (23625) Gelfond                        | Hauptgürtel              |
| (137066) Gellért-hegy                  | Hauptgürtel              |
| (1073) Gellivara                       | Hauptgürtel              |
| (8222) Gellner                         | Hauptgürtel              |
| (1385) Gelria                          | Hauptgürtel              |
| (30176) Gelseyjaymes                   | Hauptgürtel              |
| (4782) Gembloux                        | Hauptgürtel              |
| (240697) Gemenc                        | Hauptgürtel              |
| (11433) Gemmafrisius                   | Hauptgürtel              |
| (15957) Gemoore                        | Hauptgürtel              |
| (3143) Genecampbell                    | Hauptgürtel              |
| (15822) Genefahnestock                 | Hauptgürtel              |
| (17250) Genelucas                      | Hauptgürtel              |
| (11756) Geneparker                     | Hauptgürtel              |
| (1237) Geneviève                       | Hauptgürtel              |
| (21359) Geng                           | Hauptgürtel              |
| (2093) Genichesk                       | Hauptgürtel              |
| (12456) Genichiaraki                   | Hauptgürtel              |
| (26528) Genniferubin                   | Hauptgürtel              |
| (13817) Genobechetti                   | Hauptgürtel              |
| (70444) Genovali                       | Hauptgürtel              |
| (680) Genoveva                         | Hauptgürtel              |
| (8824) Genta                           | Hauptgürtel              |
| (2872) Gentelec                        | Hauptgürtel              |
| (14831) Gentileschi                    | Hauptgürtel              |
| (485) Genua                            | Hauptgürtel              |
| (18241) Genzel                         | Hauptgürtel              |
| (11753) Geoffburbidge                  | Hauptgürtel              |
| (129101) Geoffcollyer                  | Hauptgürtel              |
| (13018) Geoffjames                     | Hauptgürtel              |
| (10289) Geoffperry                     | Hauptgürtel              |
| (9193) Geoffreycopland                 | Hauptgürtel              |
| (21714) Geoffreywoo                    | Hauptgürtel              |
| (12896) Geoffroy                       | Hauptgürtel              |
| (1620) Geographos                      | Apollo-Typ               |
| (376) Geometria                        | Hauptgürtel              |
| (7578) Georgböhm                       | Hauptgürtel              |
| (3854) George                          | Marsbahnkreuzer          |
| (6400) Georgealexander                 | Hauptgürtel              |
| (16225) Georgebaldo                    | Hauptgürtel              |
| (9704) Georgebeekman                   | Hauptgürtel              |
| (144633) Georgecarroll                 | Hauptgürtel              |
| (21437) Georgechen                     | Hauptgürtel              |
| (22903) Georgeclooney                  | Hauptgürtel              |
| (23151) Georgehotz                     | Hauptgürtel              |
| (32233) Georgehou                      | Hauptgürtel              |
| (16074) Georgekaplan                   | Hauptgürtel              |
| (8458) Georgekoenig                    | Hauptgürtel              |
| (28600) Georgelucas                    | Hauptgürtel              |
| (6202) Georgemiley                     | Hauptgürtel              |
| (10733) Georgesand                     | Hauptgürtel              |
| (121719) Georgeshaw                    | Hauptgürtel              |
| (11740) Georgesmith                    | Hauptgürtel              |
| (129154) Georgesondecker               | Hauptgürtel              |
| (22299) Georgesteiner                  | Hauptgürtel              |
| (6854) Georgewest                      | Hauptgürtel              |
| (225250) Georgfranziska                | Hauptgürtel              |
| (359) Georgia                          | Hauptgürtel              |
| (31954) Georgiebotev                   | Hauptgürtel              |
| (9119) Georgpeuerbach                  | Hauptgürtel              |
| (60669) Georgpick                      | Hauptgürtel              |
| (3700) Geowilliams                     | Hauptgürtel              |
| (300) Geraldina                        | Hauptgürtel              |
| (1433) Geramtina                       | Hauptgürtel              |
| (1227) Geranium                        | Hauptgürtel              |
| (1337) Gerarda                         | Hauptgürtel              |
| (129176) Gerardcarter                  | Hauptgürtel              |
| (8297) Gérardfaure                     | Hauptgürtel              |
| (189264) Gerardjeong                   | Hauptgürtel              |
| (22519) Gerardklein                    | Hauptgürtel              |
| (3945) Gerasimenko                     | Hauptgürtel              |
| (2126) Gerasimovich                    | Hauptgürtel              |
| (28251) Gerbaldi                       | Hauptgürtel              |
| (9718) Gerbefremov                     | Hauptgürtel              |
| (19494) Gerbs                          | Hauptgürtel              |
| (122) Gerda                            | Hauptgürtel              |
| (10953) Gerdatschira                   | Hauptgürtel              |
| (218901) Gerdbuchholz                  | Hauptgürtel              |
| (12656) Gerdebruijn                    | Hauptgürtel              |
| (8853) Gerdlehmann                     | Hauptgürtel              |
| (228893) Gerevich                      | Hauptgürtel              |
| (4102) Gergana                         | Hauptgürtel              |
| (7215) Gerhard                         | Hauptgürtel              |
| (47494) Gerhardangl                    | Hauptgürtel              |
| (40764) Gerhardiser                    | Hauptgürtel              |
| (6164) Gerhardmüller                   | Hauptgürtel              |
| (28967) Gerhardter                     | Hauptgürtel              |
| (3346) Gerla                           | Hauptgürtel              |
| (663) Gerlinde                         | Hauptgürtel              |
| (241) Germania                         | Hauptgürtel              |
| (10208) Germanicus                     | Hauptgürtel              |
| (13010) Germantitov                    | Hauptgürtel              |
| (6079) Gerokurat                       | Hauptgürtel              |
| (58608) Geroldrichter                  | Hauptgürtel              |
| (2327) Gershberg                       | Hauptgürtel              |
| (8249) Gershwin                        | Hauptgürtel              |
| (3887) Gerstner                        | Hauptgürtel              |
| (686) Gersuind                         | Hauptgürtel              |
| (21369) Gertfinger                     | Hauptgürtel              |
| (1382) Gerti                           | Hauptgürtel              |
| (710) Gertrud                          | Hauptgürtel              |
| (78433) Gertrudolf                     | Hauptgürtel              |
| (20883) Gervais                        | Hauptgürtel              |
| (9079) Gesner                          | Hauptgürtel              |
| (113355) Gessler                       | Hauptgürtel              |
| (121329) Getzandanner                  | Hauptgürtel              |
| (8700) Gevaert                         | Hauptgürtel              |
| (21551) Geyang                         | Hauptgürtel              |
| (4380) Geyer                           | Hauptgürtel              |
| (1672) Gezelle                         | Hauptgürtel              |
| (23178) Ghaben                         | Hauptgürtel              |
| (32612) Ghatare                        | Hauptgürtel              |
| (9473) Ghent                           | Hauptgürtel              |
| (6054) Ghiberti                        | Hauptgürtel              |
| (7112) Ghislaine                       | Hauptgürtel              |
| (17927) Ghoshal                        | Hauptgürtel              |
| (21840) Ghoshchoudhury                 | Hauptgürtel              |
| (3371) Giacconi                        | Hauptgürtel              |
| (1756) Giacobini                       | Hauptgürtel              |
| (21289) Giacomel                       | Hauptgürtel              |
| (15567) Giacomelli                     | Hauptgürtel              |
| (11905) Giacometti                     | Hauptgürtel              |
| (6877) Giada                           | Hauptgürtel              |
| (39849) Giampieri                      | Hauptgürtel              |
| (21588) Gianelli                       | Hauptgürtel              |
| (98866) Giannabussolari                | Hauptgürtel              |
| (8936) Gianni                          | Hauptgürtel              |
| (315046) Gianniferrari                 | Hauptgürtel              |
| (6515) Giannigalli                     | Hauptgürtel              |
| (248970) Giannimorandi                 | Hauptgürtel              |
| (17219) Gianninoto                     | Hauptgürtel              |
| (214819) Gianotti                      | Hauptgürtel              |
| (64975) Gianrix                        | Hauptgürtel              |
| (172734) Giansimon                     | Hauptgürtel              |
| (10334) Gibbon                         | Hauptgürtel              |
| (2937) Gibbs                           | Marsbahnkreuzer          |
| (7728) Giblin                          | Hauptgürtel              |
| (2742) Gibson                          | Hauptgürtel              |
| (1741) Giclas                          | Hauptgürtel              |
| (11298) Gide                           | Hauptgürtel              |
| (28427) Gidwani                        | Hauptgürtel              |
| (30172) Giedraitis                     | Hauptgürtel              |
| (39557) Gielgud                        | Marsbahnkreuzer          |
| (5153) Gierasch                        | Hauptgürtel              |
| (136367) Gierlinger                    | Hauptgürtel              |
| (10529) Giessenburg                    | Hauptgürtel              |
| (4819) Gifford                         | Hauptgürtel              |
| (6720) Gifu                            | Hauptgürtel              |
| (10371) Gigli                          | Hauptgürtel              |
| (321024) Gijon                         | Hauptgürtel              |
| (22189) Gijskatgert                    | Hauptgürtel              |
| (33476) Gilanareiss                    | Hauptgürtel              |
| (7459) Gilbertofranco                  | Hauptgürtel              |
| (6602) Gilclark                        | Hauptgürtel              |
| (1812) Gilgamesh                       | Hauptgürtel              |
| (4878) Gilhutton                       | Hauptgürtel              |
| (6339) Giliberti                       | Hauptgürtel              |
| (400811) Gillesfontaine                | Hauptgürtel              |
| (186142) Gillespie                     | Hauptgürtel              |
| (74509) Gillett                        | Hauptgürtel              |
| (33222) Gillingham                     | Hauptgürtel              |
| (2537) Gilmore                         | Hauptgürtel              |
| (11006) Gilson                         | Hauptgürtel              |
| (27512) Gilstrap                       | Hauptgürtel              |
| (3863) Gilyarovskij                    | Hauptgürtel              |
| (17066) Ginagallant                    | Hauptgürtel              |
| (33261) Ginagarlie                     | Hauptgürtel              |
| (112656) Gines                         | Hauptgürtel              |
| (8716) Ginestra                        | Hauptgürtel              |
| (613) Ginevra                          | Hauptgürtel              |
| (5474) Gingasen                        | Hauptgürtel              |
| (25959) Gingergiovale                  | Hauptgürtel              |
| (2658) Gingerich                       | Hauptgürtel              |
| (15019) Gingold                        | Hauptgürtel              |
| (85197) Ginkgo                         | Hauptgürtel              |
| (10526) Ginkogino                      | Hauptgürtel              |
| (69500) Ginobartali                    | Hauptgürtel              |
| (27056) Ginoloria                      | Hauptgürtel              |
| (248908) Ginostrada                    | Hauptgürtel              |
| (11098) Ginsberg                       | Hauptgürtel              |
| (11084) Giò                            | Hauptgürtel              |
| (59417) Giocasilli                     | Hauptgürtel              |
| (1599) Giomus                          | Hauptgürtel              |
| (6519) Giono                           | Hauptgürtel              |
| (5148) Giordano                        | Hauptgürtel              |
| (27855) Giorgilli                      | Hauptgürtel              |
| (6775) Giorgini                        | Hauptgürtel              |
| (204896) Giorgiobocca                  | Hauptgürtel              |
| (316138) Giorgione                     | Hauptgürtel              |
| (7367) Giotto                          | Hauptgürtel              |
| (153078) Giovale                       | Hauptgürtel              |
| (111561) Giovanniallevi                | Hauptgürtel              |
| (15036) Giovannianselmi                | Hauptgürtel              |
| (6509) Giovannipratesi                 | Hauptgürtel              |
| (16906) Giovannisilva                  | Hauptgürtel              |
| (29356) Giovarduino                    | Hauptgürtel              |
| (16130) Giovine                        | Hauptgürtel              |
| (109435) Girard                        | Hauptgürtel              |
| (27095) Girardiwanda                   | Hauptgürtel              |
| (91422) Giraud                         | Hauptgürtel              |
| (91422) Giraudon                       | Hauptgürtel              |
| (15723) Girraween                      | Hauptgürtel              |
| (352) Gisela                           | Hauptgürtel              |
| (101902) Gisellaluccone                | Hauptgürtel              |
| (49481) Gisellarubini                  | Hauptgürtel              |
| (492) Gismonda                         | Hauptgürtel              |
| (10984) Gispen                         | Marsbahnkreuzer          |
| (9821) Gitakresáková                   | Hauptgürtel              |
| (214953) Giugavazzi                    | Hauptgürtel              |
| (17088) Giupalazzolo                   | Hauptgürtel              |
| (28159) Giuricich                      | Hauptgürtel              |
| (199631) Giuseppesprizzi               | Hauptgürtel              |
| (6533) Giuseppina                      | Hauptgürtel              |
| (27958) Giussano                       | Hauptgürtel              |
| (5249) Giza                            | Hauptgürtel              |
| (229762) Gǃkúnǁʼhòmdímà                | Transneptunisches Objekt |
| (7638) Gladman                         | Hauptgürtel              |
| (159902) Gladstone                     | Hauptgürtel              |
| (3909) Gladys                          | Hauptgürtel              |
| (2914) Glärnisch                       | Hauptgürtel              |
| (1687) Glarona                         | Hauptgürtel              |
| (857) Glasenappia                      | Hauptgürtel              |
| (5805) Glasgow                         | Hauptgürtel              |
| (32564) Glass                          | Hauptgürtel              |
| (19719) Glasser                        | Hauptgürtel              |
| (11703) Glassman                       | Hauptgürtel              |
| (163626) Glatfelter                    | Hauptgürtel              |
| (288) Glauke                           | Hauptgürtel              |
| (1870) Glaukos                         | Jupiter-Trojaner         |
| (24480) Glavin                         | Hauptgürtel              |
| (10099) Glazebrook                     | Hauptgürtel              |
| (3616) Glazunov                        | Hauptgürtel              |
| (10639) Gleason                        | Hauptgürtel              |
| (6108) Glebov                          | Hauptgürtel              |
| (29197) Gleim                          | Hauptgürtel              |
| (3852) Glennford                       | Hauptgürtel              |
| (29565) Glenngould                     | Hauptgürtel              |
| (31679) Glenngrimmett                  | Hauptgürtel              |
| (380480) Glennhawley                   | Hauptgürtel              |
| (5062) Glennmiller                     | Hauptgürtel              |
| (416273) Glennsnyder                   | Hauptgürtel              |
| (17240) Gletorrence                    | Hauptgürtel              |
| (20334) Glewitsky                      | Hauptgürtel              |
| (4967) Glia                            | Hauptgürtel              |
| (4817) Gliba                           | Hauptgürtel              |
| (1823) Gliese                          | Hauptgürtel              |
| (5551) Glikson                         | Hauptgürtel              |
| (30096) Glindadavidson                 | Hauptgürtel              |
| (2205) Glinka                          | Hauptgürtel              |
| (7124) Glinos                          | Hauptgürtel              |
| (3267) Glo                             | Marsbahnkreuzer          |
| (25189) Glockner                       | Hauptgürtel              |
| (31496) Glowacz                        | Hauptgürtel              |
| (21608) Gloyna                         | Hauptgürtel              |
| (7624) Gluck                           | Hauptgürtel              |
| (33700) Gluckman                       | Hauptgürtel              |
| (25800) Glukhovsky                     | Hauptgürtel              |
| (6357) Glushko                         | Hauptgürtel              |
| (5861) Glynjones                       | Hauptgürtel              |
| (13350) Gmelin                         | Hauptgürtel              |
| (8165) Gnädig                          | Hauptgürtel              |
| (5084) Gnedin                          | Hauptgürtel              |
| (10814) Gnisvärd                       | Hauptgürtel              |
| (9965) GNU                             | Hauptgürtel              |
| (29568) Gobbi-Belcredi                 | Hauptgürtel              |
| (184930) Gobbihilda                    | Hauptgürtel              |
| (316) Goberta                          | Hauptgürtel              |
| (160105) Gobi                          | Hauptgürtel              |
| (7094) Godaisan                        | Hauptgürtel              |
| (7043) Godart                          | Hauptgürtel              |
| (9252) Goddard                         | Hauptgürtel              |
| (16444) Godefroy                       | Hauptgürtel              |
| (3366) Gödel                           | Hauptgürtel              |
| (24935) Godfreyhardy                   | Hauptgürtel              |
| (12715) Godin                          | Hauptgürtel              |
| (33568) Godishala                      | Hauptgürtel              |
| (3018) Godiva                          | Hauptgürtel              |
| (4252) Godwin                          | Hauptgürtel              |
| (31996) Goecknerwald                   | Hauptgürtel              |
| (8268) Goerdeler                       | Hauptgürtel              |
| (3047) Goethe                          | Hauptgürtel              |
| (1728) Goethe Link                     | Hauptgürtel              |
| (5074) Goetzoertel                     | Hauptgürtel              |
| (6740) Goff                            | Hauptgürtel              |
| (1722) Goffin                          | Hauptgürtel              |
| (2361) Gogol                           | Hauptgürtel              |
| (12291) Gohnaumann                     | Hauptgürtel              |
| (5839) GOI                             | Hauptgürtel              |
| (147595) Gojkomitić                    | Hauptgürtel              |
| (18027) Gokcay                         | Hauptgürtel              |
| (23817) Gokulk                         | Hauptgürtel              |
| (7564) Gokumenon                       | Hauptgürtel              |
| (5156) Golant                          | Hauptgürtel              |
| (3329) Golay                           | Hauptgürtel              |
| (32001) Golbin                         | Hauptgürtel              |
| (4955) Gold                            | Hauptgürtel              |
| (3101) Goldberger                      | Hauptgürtel              |
| (4423) Golden                          | Hauptgürtel              |
| (16452) Goldfinger                     | Hauptgürtel              |
| (8610) Goldhaber                       | Hauptgürtel              |
| (20793) Goldinaaron                    | Hauptgürtel              |
| (8148) Golding                         | Hauptgürtel              |
| (10153) Goldman                        | Hauptgürtel              |
| (3805) Goldreich                       | Hauptgürtel              |
| (1614) Goldschmidt                     | Hauptgürtel              |
| (5393) Goldstein                       | Hauptgürtel              |
| (4433) Goldstone                       | Hauptgürtel              |
| (6489) Golevka                         | Apollo-Typ               |
| (1226) Golia                           | Hauptgürtel              |
| (7161) Golitsyn                        | Hauptgürtel              |
| (237265) Golobokov                     | Hauptgürtel              |
| (6456) Golombek                        | Amor-Typ                 |
| (15675) Goloseevo                      | Hauptgürtel              |
| (7729) Golovanov                       | Hauptgürtel              |
| (220418) Golovyno                      | Hauptgürtel              |
| (2466) Golson                          | Hauptgürtel              |
| (216897) Golubev                       | Hauptgürtel              |
| (17856) Gomes                          | Hauptgürtel              |
| (90140) Gómezdonet                     | Hauptgürtel              |
| (7035) Gomi                            | Hauptgürtel              |
| (5508) Gomyou                          | Hauptgürtel              |
| (5361) Goncharov                       | Hauptgürtel              |
| (7998) Gonczi                          | Hauptgürtel              |
| (1891) Gondola                         | Hauptgürtel              |
| (1562) Gondolatsch                     | Hauptgürtel              |
| (21523) GONG                           | Hauptgürtel              |
| (225088) Gonggong                      | Transneptunisches Objekt |
| (31179) Gongju                         | Hauptgürtel              |
| (28968) Gongmiaoxin                    | Hauptgürtel              |
| (22909) Gongmyunglee                   | Hauptgürtel              |
| (19258) Gongyi                         | Hauptgürtel              |
| (1177) Gonnessia                       | Hauptgürtel              |
| (15628) Gonzales                       | Hauptgürtel              |
| (16857) Goodall                        | Hauptgürtel              |
| (11790) Goode                          | Hauptgürtel              |
| (12911) Goodhue                        | Hauptgürtel              |
| (4239) Goodman                         | Hauptgürtel              |
| (3116) Goodricke                       | Hauptgürtel              |
| (8202) Gooley                          | Hauptgürtel              |
| (7754) Gopalan                         | Hauptgürtel              |
| (8783) Gopasyuk                        | Hauptgürtel              |
| (9852) Gora                            | Hauptgürtel              |
| (4509) Gorbatskij                      | Hauptgürtel              |
| (295841) Gorbulin                      | Hauptgürtel              |
| (5014) Gorchakov                       | Hauptgürtel              |
| (129214) Gordoncasto                   | Hauptgürtel              |
| (305) Gordonia                         | Hauptgürtel              |
| (8013) Gordonmoore                     | Amor-Typ                 |
| (90579) Gordonnelson                   | Hauptgürtel              |
| (166747) Gordonrichards                | Hauptgürtel              |
| (20298) Gordonsu                       | Hauptgürtel              |
| (114725) Gordonwalker                  | Hauptgürtel              |
| (120352) Gordonwong                    | Marsbahnkreuzer          |
| (350838) Gorelysheva                   | Hauptgürtel              |
| (7801) Goretti                         | Hauptgürtel              |
| (79086) Gorgasali                      | Hauptgürtel              |
| (681) Gorgo                            | Hauptgürtel              |
| (48373) Gorgythion                     | Jupiter-Trojaner         |
| (11704) Gorin                          | Hauptgürtel              |
| (7675) Gorizia                         | Hauptgürtel              |
| (17198) Gorjup                         | Hauptgürtel              |
| (4654) Gor’kavyj                       | Hauptgürtel              |
| (2768) Gorky                           | Hauptgürtel              |
| (3818) Gorlitsa                        | Hauptgürtel              |
| (5988) Gorodnitskij                    | Hauptgürtel              |
| (32002) Gorokhovsky                    | Hauptgürtel              |
| (212465) Goroshky                      | Hauptgürtel              |
| (25373) Gorsch                         | Hauptgürtel              |
| (2723) Gorshkov                        | Hauptgürtel              |
| (5075) Goryachev                       | Hauptgürtel              |
| (21858) Gosal                          | Hauptgürtel              |
| (9490) Gosemeijer                      | Hauptgürtel              |
| (22402) Goshi                          | Hauptgürtel              |
| (3585) Goshirakawa                     | Hauptgürtel              |
| (23776) Gosset                         | Hauptgürtel              |
| (3640) Gostin                          | Hauptgürtel              |
| (10551) Göteborg                       | Hauptgürtel              |
| (10141) Gotenba                        | Hauptgürtel              |
| (1346) Gotha                           | Hauptgürtel              |
| (1710) Gothard                         | Hauptgürtel              |
| (1188) Gothlandia                      | Hauptgürtel              |
| (1049) Gotho                           | Hauptgürtel              |
| (184878) Gotlib                        | Hauptgürtel              |
| (2621) Goto                            | Hauptgürtel              |
| (9648) Gotouhideo                      | Hauptgürtel              |
| (13576) Gotoyoshi                      | Hauptgürtel              |
| (7618) Gotoyukichi                     | Hauptgürtel              |
| (18668) Gottesman                      | Hauptgürtel              |
| (9507) Gottfried                       | Hauptgürtel              |
| (11588) Gottfriedkeller                | Hauptgürtel              |
| (6841) Gottfriedkirch                  | Hauptgürtel              |
| (33701) Gotthold                       | Hauptgürtel              |
| (2278) Götz                            | Hauptgürtel              |
| (27718) Gouda                          | Hauptgürtel              |
| (9688) Goudsmit                        | Hauptgürtel              |
| (29446) Gouguenheim                    | Hauptgürtel              |
| (9708) Gouka                           | Hauptgürtel              |
| (6948) Gounelle                        | Hauptgürtel              |
| (23877) Gourmaud                       | Hauptgürtel              |
| (23777) Goursat                        | Hauptgürtel              |
| (8371) Goven                           | Hauptgürtel              |
| (10986) Govert                         | Hauptgürtel              |
| (293707) Govoradloanatoly              | Hauptgürtel              |
| (4430) Govorukhin                      | Hauptgürtel              |
| (9677) Gowlandhopkins                  | Hauptgürtel              |
| (6592) Goya                            | Hauptgürtel              |
| (120367) Grabow                        | Hauptgürtel              |
| (19428) Gracehsu                       | Hauptgürtel              |
| (9341) Gracekelly                      | Hauptgürtel              |
| (27253) Graceleanor                    | Hauptgürtel              |
| (3632) Grachevka                       | Hauptgürtel              |
| (4471) Graculus                        | Hauptgürtel              |
| (3253) Gradie                          | Hauptgürtel              |
| (142562) Graetz                        | Hauptgürtel              |
| (3202) Graff                           | Hauptgürtel              |
| (3541) Graham                          | Hauptgürtel              |
| (9617) Grahamchapman                   | Hauptgürtel              |
| (101491) Grahamcrombie                 | Hauptgürtel              |
| (5479) Grahamryder                     | Hauptgürtel              |
| (4247) Grahamsmith                     | Hauptgürtel              |
| (33205) Graigmarx                      | Hauptgürtel              |
| (175730) Gramastetten                  | Hauptgürtel              |
| (37840) Gramegna                       | Hauptgürtel              |
| (43999) Gramigna                       | Hauptgürtel              |
| (2666) Gramme                          | Hauptgürtel              |
| (18728) Grammier                       | Hauptgürtel              |
| (1159) Granada                         | Hauptgürtel              |
| (24681) Granados                       | Hauptgürtel              |
| (353595) Grancanaria                   | Hauptgürtel              |
| (8039) Grandprism                      | Hauptgürtel              |
| (4885) Grange                          | Hauptgürtel              |
| (1451) Granö                           | Hauptgürtel              |
| (10960) Gran Sasso                     | Hauptgürtel              |
| (3154) Grant                           | Hauptgürtel              |
| (130088) Grantcunningham               | Hauptgürtel              |
| (11693) Grantelliott                   | Hauptgürtel              |
| (25183) Grantfisher                    | Hauptgürtel              |
| (13414) Grantham                       | Hauptgürtel              |
| (112797) Grantjudy                     | Hauptgürtel              |
| (19413) Grantlewis                     | Hauptgürtel              |
| (210532) Grantmckee                    | Hauptgürtel              |
| (13752) Grantstokes                    | Hauptgürtel              |
| (28760) Grantwomble                    | Hauptgürtel              |
| (1661) Granule                         | Hauptgürtel              |
| (14328) Granvik                        | Hauptgürtel              |
| (11496) Grass                          | Hauptgürtel              |
| (34708) Grasset                        | Hauptgürtel              |
| (424) Gratia                           | Hauptgürtel              |
| (30798) Graubünden                     | Hauptgürtel              |
| (18871) Grauer                         | Hauptgürtel              |
| (9175) Graun                           | Hauptgürtel              |
| (21648) Gravanschaik                   | Hauptgürtel              |
| (18824) Graves                         | Hauptgürtel              |
| (9682) Gravesande                      | Hauptgürtel              |
| (236616) Gray                          | Hauptgürtel              |
| (12517) Grayzeck                       | Hauptgürtel              |
| (2806) Graz                            | Hauptgürtel              |
| (22500) Grazianoventre                 | Hauptgürtel              |
| (25541) Greathouse                     | Hauptgürtel              |
| (24749) Grebel                         | Hauptgürtel              |
| (4268) Grebenikov                      | Hauptgürtel              |
| (3148) Grechko                         | Hauptgürtel              |
| (30785) Greeley                        | Marsbahnkreuzer          |
| (12016) Green                          | Hauptgürtel              |
| (11067) Greenancy                      | Hauptgürtel              |
| (3387) Greenberg                       | Hauptgürtel              |
| (187638) Greenewalt                    | Hauptgürtel              |
| (19631) Greensleeves                   | Hauptgürtel              |
| (4612) Greenstein                      | Hauptgürtel              |
| (2830) Greenwich                       | Hauptgürtel              |
| (30173) Greenwood                      | Hauptgürtel              |
| (8974) Gregaria                        | Hauptgürtel              |
| (9984) Gregbryant                      | Hauptgürtel              |
| (175204) Gregbyrne                     | Hauptgürtel              |
| (30365) Gregduran                      | Hauptgürtel              |
| (273987) Greggwade                     | Hauptgürtel              |
| (31885) Greggweger                     | Hauptgürtel              |
| (27291) Greghansen                     | Hauptgürtel              |
| (341359) Gregneumann                   | Hauptgürtel              |
| (16046) Gregnorman                     | Hauptgürtel              |
| (95935) Grego                          | Hauptgürtel              |
| (224027) Grégoire                      | Hauptgürtel              |
| (14659) Gregoriana                     | Hauptgürtel              |
| (100019) Gregorianik                   | Hauptgürtel              |
| (34004) Gregorini                      | Hauptgürtel              |
| (2527) Gregory                         | Hauptgürtel              |
| (10114) Greifswald                     | Hauptgürtel              |
| (7462) Grenoble                        | Hauptgürtel              |
| (15523) Grenville                      | Hauptgürtel              |
| (4396) Gressmann                       | Hauptgürtel              |
| (19679) Gretabetteo                    | Hauptgürtel              |
| (10658) Gretadevries                   | Hauptgürtel              |
| (20336) Gretamills                     | Hauptgürtel              |
| (984) Gretia                           | Hauptgürtel              |
| (3280) Grétry                          | Hauptgürtel              |
| (92389) Gretskij                       | Hauptgürtel              |
| (2837) Griboedov                       | Hauptgürtel              |
| (25098) Gridnev                        | Hauptgürtel              |
| (4872) Grieg                           | Hauptgürtel              |
| (7807) Grier                           | Hauptgürtel              |
| (11547) Griesser                       | Hauptgürtel              |
| (2049) Grietje                         | Hauptgürtel              |
| (4451) Grieve                          | Marsbahnkreuzer          |
| (4995) Griffin                         | Marsbahnkreuzer          |
| (121483) Griffinjayne                  | Marsbahnkreuzer          |
| (128177) Griffioen                     | Hauptgürtel              |
| (16253) Griffis                        | Hauptgürtel              |
| (11707) Grigery                        | Hauptgürtel              |
| (10305) Grignard                       | Hauptgürtel              |
| (12219) Grigor’ev                      | Hauptgürtel              |
| (8664) Grigorijrichters                | Hauptgürtel              |
| (30933) Grillparzer                    | Hauptgürtel              |
| (6912) Grimm                           | Hauptgürtel              |
| (27410) Grimmett                       | Hauptgürtel              |
| (2786) Grinevia                        | Hauptgürtel              |
| (11874) Gringauz                       | Hauptgürtel              |
| (207899) Grinmalia                     | Hauptgürtel              |
| (22410) Grinspoon                      | Hauptgürtel              |
| (1362) Griqua                          | Hauptgürtel              |
| (493) Griseldis                        | Hauptgürtel              |
| (15203) Grishanin                      | Hauptgürtel              |
| (2161) Grissom                         | Hauptgürtel              |
| (14345) Gritsevich                     | Hauptgürtel              |
| (21614) Grochowski                     | Hauptgürtel              |
| (1674) Groeneveld                      | Hauptgürtel              |
| (16908) Groeselenberg                  | Hauptgürtel              |
| (2565) Grögler                         | Hauptgürtel              |
| (16399) Grokhovsky                     | Hauptgürtel              |
| (4920) Gromov                          | Hauptgürtel              |
| (10048) Grönbech                       | Hauptgürtel              |
| (96217) Gronchi                        | Hauptgürtel              |
| (18016) Grondahl                       | Hauptgürtel              |
| (12652) Groningen                      | Hauptgürtel              |
| (5129) Groom                           | Hauptgürtel              |
| (5657) Groombridge                     | Hauptgürtel              |
| (9577) Gropius                         | Hauptgürtel              |
| (33800) Gross                          | Hauptgürtel              |
| (36169) Grosseteste                    | Hauptgürtel              |
| (4565) Grossman                        | Hauptgürtel              |
| (229425) Grosspointner                 | Hauptgürtel              |
| (6886) Grote                           | Hauptgürtel              |
| (13278) Grotecloss                     | Hauptgürtel              |
| (9994) Grotius                         | Hauptgürtel              |
| (10812) Grötlingbo                     | Hauptgürtel              |
| (16280) Groussin                       | Hauptgürtel              |
| (217603) Grove Creek                   | Hauptgürtel              |
| (17950) Grover                         | Hauptgürtel              |
| (19429) Grubaugh                       | Hauptgürtel              |
| (1058) Grubba                          | Hauptgürtel              |
| (26355) Grueber                        | Hauptgürtel              |
| (4571) Grumiaux                        | Hauptgürtel              |
| (4240) Grün                            | Hauptgürtel              |
| (13927) Grundy                         | Hauptgürtel              |
| (9645) Grünewald                       | Hauptgürtel              |
| (6561) Gruppetta                       | Hauptgürtel              |
| (6516) Gruss                           | Hauptgürtel              |
| (31500) Grutzik                        | Hauptgürtel              |
| (3336) Grygar                          | Hauptgürtel              |
| (24662) Gryll                          | Hauptgürtel              |
| (496) Gryphia                          | Hauptgürtel              |
| (6136) Gryphon                         | Hauptgürtel              |
| (1993) Guacolda                        | Hauptgürtel              |
| (26800) Gualtierotrucco                | Hauptgürtel              |
| (7497) Guangcaishiye                   | Hauptgürtel              |
| (2185) Guangdong                       | Hauptgürtel              |
| (31473) Guangning                      | Hauptgürtel              |
| (2655) Guangxi                         | Hauptgürtel              |
| (3048) Guangzhou                       | Hauptgürtel              |
| (21615) Guardamano                     | Hauptgürtel              |
| (8124) Guardi                          | Hauptgürtel              |
| (19185) Guarneri                       | Hauptgürtel              |
| (10797) Guatemala                      | Hauptgürtel              |
| (13509) Guayaquil                      | Hauptgürtel              |
| (2544) Gubarev                         | Hauptgürtel              |
| (4860) Gubbio                          | Hauptgürtel              |
| (39748) Guccini                        | Hauptgürtel              |
| (171448) Guchaohao                     | Hauptgürtel              |
| (2595) Gudiachvili                     | Hauptgürtel              |
| (24126) Gudjonson                      | Hauptgürtel              |
| (328) Gudrun                           | Hauptgürtel              |
| (799) Gudula                           | Hauptgürtel              |
| (2105) Gudy                            | Hauptgürtel              |
| (19875) Guedes                         | Hauptgürtel              |
| (185216) Gueiren                       | Hauptgürtel              |
| (210997) Guenat                        | Hauptgürtel              |
| (11537) Guericke                       | Hauptgürtel              |
| (196945) Guerin                        | Hauptgürtel              |
| (2293) Guernica                        | Hauptgürtel              |
| (13412) Guerrieri                      | Hauptgürtel              |
| (15005) Guerriero                      | Hauptgürtel              |
| (4325) Guest                           | Hauptgürtel              |
| (11942) Guettard                       | Hauptgürtel              |
| (13328) Guetter                        | Hauptgürtel              |
| (38269) Gueymard                       | Hauptgürtel              |
| (21616) Guhagilford                    | Hauptgürtel              |
| (33335) Guibert                        | Hauptgürtel              |
| (120361) Guido                         | Hauptgürtel              |
| (10605) Guidoni                        | Hauptgürtel              |
| (27270) Guidotti                       | Hauptgürtel              |
| (30208) Guigarcia                      | Hauptgürtel              |
| (11353) Guillaume                      | Hauptgürtel              |
| (10354) Guillaumebudé                  | Hauptgürtel              |
| (186007) Guilleminet                   | Hauptgürtel              |
| (3649) Guillermina                     | Hauptgürtel              |
| (2483) Guinevere                       | Hauptgürtel              |
| (12064) Guiraudon                      | Hauptgürtel              |
| (1960) Guisan                          | Hauptgürtel              |
| (19410) Guisard                        | Hauptgürtel              |
| (27938) Guislain                       | Hauptgürtel              |
| (2632) Guizhou                         | Hauptgürtel              |
| (23722) Gulak                          | Hauptgürtel              |
| (21429) Gulati                         | Hauptgürtel              |
| (5276) Gulkis                          | Hauptgürtel              |
| (11532) Gullin                         | Hauptgürtel              |
| (6783) Gulyaev                         | Hauptgürtel              |
| (523954) Guman                         | Hauptgürtel              |
| (4556) Gumilyov                        | Hauptgürtel              |
| (25424) Gunasekaran                    | Hauptgürtel              |
| (28564) Gunderman                      | Hauptgürtel              |
| (29575) Gundlapalli                    | Hauptgürtel              |
| (73637) Guneus                         | Jupiter-Trojaner         |
| (891) Gunhild                          | Hauptgürtel              |
| (983) Gunila                           | Hauptgürtel              |
| (657) Gunlöd                           | Hauptgürtel              |
| (3829) Gunma                           | Hauptgürtel              |
| (18243) Gunn                           | Hauptgürtel              |
| (9024) Gunnargraps                     | Hauptgürtel              |
| (10265) Gunnarsson                     | Hauptgürtel              |
| (27515) Gunnels                        | Hauptgürtel              |
| (961) Gunnie                           | Hauptgürtel              |
| (1944) Günter                          | Hauptgürtel              |
| (19993) Günterseeber                   | Hauptgürtel              |
| (429033) Günterwendt                   | Hauptgürtel              |
| (69287) Günthereichhorn                | Hauptgürtel              |
| (257234) Güntherkurtze                 | Hauptgürtel              |
| (4586) Gunvor                          | Hauptgürtel              |
| (28513) Guo                            | Hauptgürtel              |
| (189018) Guokeda                       | Hauptgürtel              |
| (2012) Guo Shou-Jing                   | Hauptgürtel              |
| (24301) Gural                          | Hauptgürtel              |
| (29620) Gurbanikaur                    | Hauptgürtel              |
| (14814) Gurij                          | Hauptgürtel              |
| (9510) Gurnemanz                       | Hauptgürtel              |
| (65658) Gurnikovskaya                  | Hauptgürtel              |
| (157271) Gurtovenko                    | Hauptgürtel              |
| (73692) Gürtler                        | Hauptgürtel              |
| (6679) Gurzhij                         | Hauptgürtel              |
| (8248) Gurzuf                          | Hauptgürtel              |
| (32944) Gussalli                       | Hauptgürtel              |
| (11295) Gustaflarsson                  | Hauptgürtel              |
| (5498) Gustafsson                      | Hauptgürtel              |
| (14980) Gustavbrom                     | Hauptgürtel              |
| (37683) Gustaveeiffel                  | Hauptgürtel              |
| (12637) Gustavleonhardt                | Hauptgürtel              |
| (458063) Gustavomuler                  | Hauptgürtel              |
| (85773) Gutbezahl                      | Hauptgürtel              |
| (777) Gutemberga                       | Hauptgürtel              |
| (3419) Guth                            | Hauptgürtel              |
| (13082) Gutiérrez                      | Hauptgürtel              |
| (13279) Gutman                         | Hauptgürtel              |
| (325558) Guyane                        | Hauptgürtel              |
| (317715) Guydetienne                   | Hauptgürtel              |
| (3697) Guyhurst                        | Hauptgürtel              |
| (73342) Guyunusa                       | Hauptgürtel              |
| (23758) Guyuzhou                       | Hauptgürtel              |
| (72834) Guywells                       | Hauptgürtel              |
| (85878) Guzik                          | Hauptgürtel              |
| (34716) Guzzo                          | Hauptgürtel              |
| (6574) Gvishiani                       | Hauptgürtel              |
| (12252) Gwangju                        | Hauptgürtel              |
| (10870) Gwendolen                      | Hauptgürtel              |
| (358376) Gwyn                          | Hauptgürtel              |
| (5637) Gyas                            | Jupiter-Trojaner         |
| (806) Gyldénia                         | Hauptgürtel              |
| (5030) Gyldenkerne                     | Hauptgürtel              |
| (5138) Gyoda                           | Hauptgürtel              |
| (444) Gyptis                           | Hauptgürtel              |
| (13352) Gyssens                        | Hauptgürtel              |
| (15577) Gywilliams                     | Hauptgürtel              |